# 김해기적의도서관
김해기적의도서관은 경상남도 김해시 율하동 소재의 어린이 도서관이다.

## 연혁
- 2010년 3월 24일 착공.
- 2011년 7월 22일 준공.
- 2011년 11월 23일 시범운영.
- 2011년 11월 30일 개관.

## 이용 안내
이용 시간
- 매일 09:00 ~ 18:00

휴관일
- 매월 마지막 월요일
- 법정 공휴일 및 선거일(주말과 공휴일이 겹칠 경우 휴관)
- 기타 관장이 필요하다고 지정한 날